# Episodi de I Simpson (nona stagione)
La nona stagione de I Simpson (serie di produzione 5F) si compone di venticinque episodi; è andata in onda negli Stati Uniti dal 21 settembre 1997 al 17 maggio 1998.
La stagione comprende due episodi della serie di produzione 4F, relativa alla precedente stagione e due della serie 3G, curata da Al Jean e Mike Reiss (show-runner della terza e della quarta stagione).
L'episodio Spazzatura fra i titani, 200º della serie, ha vinto un Emmy per il miglior programma animato.
In Italia due episodi sono stati trasmessi su Italia 1 per la prima volta il 5 maggio del 1998, 4 tra il 20 e il 27 settembre dello stesso anno e 19 fra il 5 aprile e il 5 maggio del 1999, sempre sulla stessa rete.
Dal 29 gennaio 2007 è in vendita il cofanetto della nona stagione completa.
Dal 15 al 29 settembre 2022 questa stagione viene replicata su Italia 1 per la prima volta rimasterizzata in 16:9 pillarbox e in alta definizione, ad eccezione di Miracolo su Evergreen Terrace, trasmesso il 19 dicembre 2022. 
| N° | Codice di produzione | Titolo italiano                   | Titolo originale                 | Prima TV USA      | Prima TV Italia   |
| -- | -------------------- | --------------------------------- | -------------------------------- | ----------------- | ----------------- |
| 1  | 4F22                 | La città di New York contro Homer | The City of New York vs. Homer   | 21 settembre 1997 | 28 aprile 1999    |
| 2  | 4F23                 | Il direttore e il povero          | The Principal and the Pauper     | 28 settembre 1997 | 15 aprile 1999    |
| 3  | 4F24                 | Lisa la Simpson                   | Lisa the Simpson                 | 12 ottobre 1997   | 21 aprile 1999    |
| 4  | 3G02                 | Il sassofono di Lisa              | Lisa's Sax                       | 19 ottobre 1997   | 23 aprile 1999    |
| 5  | 5F02                 | La paura fa novanta VIII          | Treehouse of Horror VIII         | 26 ottobre 1997   | 5 aprile 1999     |
| 6  | 5F01                 | La famiglia Cartridge             | The Cartridge Family             | 2 novembre 1997   | 20 settembre 1998 |
| 7  | 5F03                 | Bart star del football            | Bart Star                        | 9 novembre 1997   | 20 settembre 1998 |
| 8  | 5F04                 | Le due signore Nahasapeemapetilon | The Two Mrs. Nahasapeemapetilons | 16 novembre 1997  | 27 settembre 1998 |
| 9  | 5F05                 | Lisa la scettica                  | Lisa the Skeptic                 | 23 novembre 1997  | 27 settembre 1998 |
| 10 | 5F06                 | La donna immobile                 | Realty Bites                     | 7 dicembre 1997   | 5 maggio 1998     |
| 11 | 5F07                 | Miracolo su Evergreen Terrace     | Miracle on Evergreen Terrace     | 21 dicembre 1997  | 27 aprile 1999    |
| 12 | 5F24                 | Tutti cantano tutti ballano       | All Singing, All Dancing         | 4 gennaio 1998    | 26 aprile 1999    |
| 13 | 5F08                 | Bart giostraio                    | Bart Carny                       | 11 gennaio 1998   | 5 maggio 1998     |
| 14 | 5F23                 | La gioia della setta              | The Joy of Sect                  | 8 febbraio 1998   | 20 aprile 1999    |
| 15 | 5F11                 | Il pulmino per bambini            | Das Bus                          | 15 febbraio 1998  | 6 aprile 1999     |
| 16 | 5F10                 | L'ultima tentazione di Krusty     | The Last Temptation of Krust     | 22 febbraio 1998  | 19 aprile 1999    |
| 17 | 5F12                 | Imbroglio imbrogliato             | Dumbbell Indemnity               | 15 marzo 1998     | 29 aprile 1999    |
| 18 | 5F13                 | Il Winchesterino                  | This Little Wiggy                | 22 marzo 1998     | 14 aprile 1999    |
| 19 | 3G04                 | Marinaio Homer                    | Simpson Tide                     | 29 marzo 1998     | 13 aprile 1999    |
| 20 | 5F14                 | Guai da un trilione di dollari    | The Trouble with Trillions       | 5 aprile 1998     | 12 aprile 1999    |
| 21 | 5F15                 | TG Ragazzi                        | Girly Edition                    | 12 aprile 1998    | 8 aprile 1999     |
| 22 | 5F09                 | Spazzatura fra i titani           | Trash of the Titans              | 26 aprile 1998    | 22 aprile 1999    |
| 23 | 5F16                 | Il re delle montagne              | King of the Hill                 | 3 maggio 1998     | 16 aprile 1999    |
| 24 | 5F17                 | Abbiamo smarrito la nostra Lisa   | Lost Our Lisa                    | 10 maggio 1998    | 9 aprile 1999     |
| 25 | 5F18                 | Amore rischioso, pathos focoso    | Natural Born Kissers             | 17 maggio 1998    | 5 maggio 1999     |

## La città di New York contro Homer
- Sceneggiatura: Ian Maxtone-Graham
- Regia: Jim Reardon
- Messa in onda originale: 21 settembre 1997
- Messa in onda italiana: 28 aprile 1999

Homer permette a Barney di utilizzare la propria macchina, in quanto unico sobrio alla taverna di Boe. Tuttavia, Barney scompare per due mesi con l'auto di Homer e, al suo ritorno, non sa dove sia finita l'auto. Quest'ultimo scopre che la sua automobile è rimasta parcheggiata in divieto di sosta a New York al World Trade Center. I Simpson sono eccitati di andare a New York ma Homer, che in passato aveva avuto una brutta esperienza, vorrebbe recuperare l'automobile e tornare a casa il più in fretta possibile. Mentre Marge e i figli visitano la Grande mela, Homer aspetta che un addetto sganci la ganascia che blocca le ruote dell'auto. Esasperato dall'attesa, alla fine Homer decide di partire lo stesso con la ganascia agganciata, danneggiando gravemente l'auto.
- Guest star: assente
- Frase alla lavagna: assente
- Gag del divano: i Simpson, vestiti come gli Harlem Globetrotters, giocano a pallacanestro sopra il divano e alla fine Maggie realizza una schiacciata.

## Il direttore e il povero
- Sceneggiatura: Ken Keeler
- Regia: Steve Moore
- Messa in onda originale: 28 settembre 1997
- Messa in onda italiana: 15 aprile 1999

Durante la celebrazione per i vent'anni di carriera del direttore Skinner, un uomo interrompe la cerimonia rivelando di essere il vero Skinner, mentre il direttore risulta essere soltanto un impostore.
Il vero nome dell'uomo è Armin Tamzarian, un orfano di Capital City che aveva partecipato alla guerra del Vietnam con il vero Skinner. Quando quest'ultimo fu creduto morto, Tamzarian avrebbe dovuto dare la notizia alla signora Skinner, ma non ci riuscì, e la donna lo scambiò per il vero figlio. Venuta a galla la realtà, il vero Skinner si riprende la propria vita, mentre Tamzarian ritorna a Capital City. Tuttavia gli abitanti di Springfield si rendono conto di preferire il vecchio Skinner e lo "riprendono" al posto del vero Skinner che viene mandato via malamente dalla città.
- Guest star: Martin Sheen (voce del vero Seymour Skinner), Paolo Liguori (voce del vero Seymour Skinner nella versione italiana)
- Frase alla lavagna: assente
- Gag del divano: i Simpson sono vestiti come degli astronauti e, appena si siedono sul divano, questo parte per lo spazio.
- Peculiarità: la vicenda narrata in questo episodio è totalmente in contrasto con vari flashback presenti negli episodi antecedenti, in cui veniva mostrato il passato del direttore Skinner, ed era impossibile che si trattasse di un impostore.

## Il sassofono di Lisa
- Sceneggiatura: Ken Keeler
- Regia: Steve Moore
- Messa in onda originale: 19 ottobre 1997
- Messa in onda italiana: 23 aprile 1999

Dopo aver litigato, Bart finisce involontariamente per far cadere il sax di Lisa dalla finestra, distruggendolo. Nel tentativo di consolare la figlia, Homer racconta la storia dietro quel sassofono. Da piccolo Bart non riusciva a integrarsi a scuola, per cui Homer e Marge si rivolsero a uno psicologo che, pur non riuscendo ad aiutare Bart, notò le doti intellettive della piccola Lisa. Il dottore consigliò ai Simpson una scuola privata per Lisa, che però risultò essere economicamente fuori dalla loro portata. Per assecondare la verve creativa di Lisa, Homer le comprò un sassofono, con i soldi che stava mettendo da parte per acquistare un condizionatore d'aria. 
Le cose infine andarono bene anche per Bart, che trovò nella scuola il suo ruolo, quello del clown. Dopo aver finito di raccontare la storia, Homer decide di ricomprare a Lisa un nuovo sassofono, anziché il condizionatore per cui stava risparmiando.
- Guest star: Fyvush Finkel (voce di se stesso)
- Frase alla lavagna: Non voglio più la mia TV
- Gag del divano: Homer si posiziona di fronte al divano e i componenti della famiglia escono da lui come una matrioska.

## La paura fa novanta VIII
- Sceneggiatura: Mike Scully, David X. Cohen, Ned Goldreyer
- Regia: Mark Kirkland
- Messa in onda originale: 26 ottobre 1997
- Messa in onda italiana: 5 aprile 1999

L'episodio contiene tre storie di Halloween, introdotte da un censore della FOX che esamina la sceneggiatura della puntata, togliendo vari pezzi ritenuti violenti.
- L'uomo Homega (The HΩmega Man)
A causa dei pesanti insulti ricevuti da Quimby, il governo francese decide di colpire la città di Springfield con una bomba nucleare. Homer riesce a sopravvivere all'esplosione in modo fortuito e rimane l'unico abitante dell'intera città. Presto però scopre che alcuni abitanti hanno subito pesanti mutazioni dovute alle radiazioni e questi tentano di uccidere Homer. Nascosto dentro casa sua per evitare l'attacco dei mutanti, Homer scopre che la sua famiglia è ancora viva e, grazie a loro, riesce a uccidere tutti i mutanti.
- Mosca contro mosca (Fly Vs. Fly)
Homer, dopo aver visitato la casa del dottor Frink, decide di comprare un teletrasportatore. Si raccomanda inoltre con Bart di non usarlo per nessun motivo, ma il ragazzo gli disubbidisce e lo usa per mescolare il proprio DNA con quello di una mosca, in modo da diventare un supereroe. Il risultato però è che Bart e la mosca si sono scambiati le teste e il Bart con la testa della mosca tenta di uccidere in tutti i modi la mosca con la testa di Bart.
- Congrega cuoci-facile (Easy Bake Coven)
Nel 1649 la città di Springfield profondamente puritana sta conducendo un'imponente caccia alle streghe e anche Marge viene accusata di stregoneria poiché il suo bucato è sempre più bianco. Quando sembra che sia stata giustiziata ingiustamente, Marge rivela di essere davvero una strega e decide così di tornare dalle sue sorelle. Subito dopo decidono di andare a mangiare bambini, ma Maude Flanders propone loro di mangiare bambini di pasta frolla. Questa cosa piace molto alle streghe, che iniziano a chiedere dolciumi alle varie persone, inaugurando così la tradizione di Halloween.
- Guest star: assente
- Frase alla lavagna: assente
- Gag del divano: i Simpson sono seduti sul divano e sopra le loro teste scendono cinque caschi metallici, come quelli delle sedie elettriche, e vengono fulminati.

## La famiglia Cartridge
- Sceneggiatura: John Swartzwelder
- Regia: Pete Michaels
- Messa in onda originale: 2 novembre 1997
- Messa in onda italiana: 26 marzo 1998

Dopo alcuni incidenti provocati da alcuni tifosi, culminati con il saccheggio di alcune abitazioni, Homer si procura una pistola per poter difendere se stesso e la propria famiglia. Marge però non approva che ci sia una pistola in casa e prega Homer di disfarsene. Homer accetta, ma quando Marge scopre che il marito ha ancora l'arma, prende i bambini e va a stare a casa delle sorelle. Dopo essere stato cacciato anche dal club di possessori di pistola, per via del suo comportamento irresponsabile, Homer decide finalmente di affidare la pistola a Marge, che però invece di buttarla decide di tenerla per sé.
- Guest star: assente
- Frase alla lavagna: Sono tutti stufi di quella storia su Richard Gere
- Gag del divano: i Simpson hanno il sedere in fiamme e, per spegnere il fuoco, si buttano sul divano riempito d'acqua.

## Bart star del football
- Sceneggiatura: Donick Cary
- Regia: Dominic Polcino
- Messa in onda originale: 9 novembre 1997
- Messa in onda italiana: 20 settembre 1998

Dopo aver appreso che molti bambini in città sono obesi, i cittadini di Springfield iscrivono i propri figli in una squadra di football, compreso Bart. L'allenatore della squadra è Ned, che però abbandona il proprio ruolo, dopo esser stato preso in giro da Homer, che a sua volta prende l'incarico.
Per compensare la durezza che il padre ebbe nei suoi confronti, Homer tratta Bart in maniera estremamente preferenziale, facendone il quarterback della squadra al posto del più talentuoso Nelson Muntz, e facendo perdere punti alla squadra. Alla fine Homer rimetterà a posto le cose e la squadra vincerà il campionato.
- Guest star: Roy Firestone (voce di se stesso), Joe Namath (voce di se stesso), Mike Judge (voce di Hank Hill)
- Frase alla lavagna: Non ho inventato il ballo irlandese
- Gag del divano: i Simpson si siedono sul divano e vengono schiacciati come una macchina dallo sfasciacarrozze.

## Le due signore Nahasapeemapetilon
- Sceneggiatura: Richard Appel
- Regia: Steven Dean Moore
- Messa in onda originale: 16 novembre 1997
- Messa in onda italiana: 27 settembre 1998

Dopo che Marge ha iscritto Apu a un'asta per scapoli, molte donne dimostrano di essere interessate all'uomo. Tuttavia dopo poco Apu riceve una lettera della madre, che lo avvisa di volerlo far sposare con la donna scelta per lui, quando era ancora un bambino. Pur di non sposare una estranea, Apu fa credere alla madre di essere sposato con Marge, mentre Homer va a vivere alla casa di riposo. Ben presto però l'inganno viene svelato e la madre di Apu inizia a preparare il matrimonio per il figlio. Inizialmente depresso, Apu si ricrederà quando scoprirà che Manjula, la donna scelta per lui, è bellissima.
- Guest star: Jan Hooks (voce di Manjula), Andrea Martin (voce della madre di Apu)
- Frase alla lavagna: assente
- Gag del divano: Bart fa un disegno sopra il divano della sua famiglia e alla fine si firma "El Barto".

## Lisa la scettica
- Sceneggiatura: David X. Cohen
- Regia: Neil Affleck
- Messa in onda originale: 23 novembre 1997
- Messa in onda italiana: 27 settembre 1998

Lisa scopre che, in un sito in cui erano stati rinvenuti reperti preistorici, sta per essere costruito un centro commerciale. Durante gli scavi a cui Lisa sta assistendo, viene rinvenuto uno strano scheletro con delle ossa che fanno pensare a delle ali, simili a quelle di un angelo. "L'angelo", divenuto formalmente di proprietà dei Simpson, viene sfruttato da Homer come attrazione a pagamento per gli abitanti di Springfield. Benché infatti l'intera città sia convinta che lo scheletro sia davvero quello di un angelo, Lisa è scettica e aspetta invano che le analisi scientifiche confermino la sua convinzione. Quando la città decide di scagliarsi contro il centro scientifico, stufo dello scetticismo, si scopre che sullo scheletro dell'angelo è apparsa una scritta che annuncia che la fine sta per arrivare. Tutti gli abitanti si riuniscono allora su una collinetta per pregare, ma alla fine l'intera manovra si scoprirà essere la pubblicità del centro commerciale.
- Guest star: Stephen Jay Gould (voce di se stesso)
- Frase alla lavagna: Non prenderò in giro il ciccione
- Gag del divano: i Simpson arrivano nel divano che è stato trasformato in sauna. Sono però già presenti tre uomini e i Simpson se ne vanno.

## La donna immobile
- Sceneggiatura: Dan Greaney
- Regia: Swinton Scott
- Messa in onda originale: 7 dicembre 1997
- Messa in onda italiana: 5 maggio 1998

A un'asta della polizia, Homer si aggiudica una automobile sportiva appartenuta a Serpente. Intanto Marge, tramite Lionel Hutz inizia a lavorare come agente immobiliare per la Red Blazer Realty. Tuttavia Marge per via della sua onestà non riesce a ottenere risultati e, per evitare il licenziamento, mente a Ned, facendogli acquistare una casa dove sono stati compiuti degli omicidi.
In preda ai sensi di colpa, Marge rivela la verità a Ned, che al contrario delle aspettative si dimostra ancora più entusiasta dell'acquisto. Intanto Serpente, fuggito dal carcere, ingaggia una rissa con Homer per riprendersi la propria auto, mentre questi si trova alla guida. La rissa si conclude con lo schianto dell'auto contro la casa dei Flanders, che si distrugge. Ned Flanders ritorna a vivere nella sua vecchia casa e Marge viene licenziata.
- Guest star: Paolo Bonolis (voce di Lionel Hutz nella versione italiana)
- Frase alla lavagna: Non esiste nessun dio romano di nome "Petobus"
- Gag del divano: mentre i Simpson si siedono sul divano, una mano reale arriva, fa ruotare il disegno e lo rende un esempio di spin art.

## Miracolo su Evergreen Terrace
- Sceneggiatura: Ron Hauge
- Regia: Bob Anderson
- Messa in onda originale: 21 dicembre 1997
- Messa in onda italiana: 27 aprile 1999

La mattina di Natale, Bart si sveglia prima del resto della famiglia per scartare i regali, ma giocando con un camioncino telecomandato, finisce per appiccare un incendio che scioglie l'albero di Natale di plastica e tutti i regali. Bart nasconde le prove sotto la neve e, al risveglio della famiglia, fa credere loro che si è trattato di un furto.
La notizia finisce sul telegiornale e la città commossa organizza una colletta per i Simpson, raccogliendo 15000 $, con i quali Homer compra un'automobile, che distrugge quasi subito. Quando la neve si scioglie, le prove dei danni di Bart vengono a galla, e la città richiede indietro i soldi. Nonostante i tentativi dei Simpson di recuperare i soldi in un quiz televisivo, i cittadini di Springfield decidono di farsi giustizia da soli e prendere tutti gli oggetti di casa, lasciando la famiglia a festeggiare nella propria casa vuota.
- Guest star: Alex Trebek (voce di se stesso)
- Frase alla lavagna: Il naso della renna di Babbo Natale non era rosso per colpa dell'alcol
- Gag del divano: i Simpson si siedono sul divano, ma subito dopo scoprono di essere dentro una sfera di vetro che simula la nevicata.

## Tutti cantano tutti ballano
- Sceneggiatura: Steve O'Donnell
- Regia: Mark Ervin
- Messa in onda originale: 4 gennaio 1998
- Messa in onda italiana: 26 aprile 1999

Homer noleggia un film western che, con sua grande delusione, si rivela essere un musical. Per consolare Homer, la famiglia gli ricorda come in passato anche lui si sia divertito molto a cantare e ballare, anche tutta la gente di Springfield, e l'episodio si trasforma a sua volta in un musical.
- Guest star: George Harrison (voce di se stesso)
- Frase alla lavagna: assente
- Gag del divano: il pavimento si è trasformato in un tapis roulant e Homer non riesce a raggiungere il divano.

## Bart giostraio
- Sceneggiatura: John Swartzwelder
- Regia: Mark Kirkland
- Messa in onda originale: 11 gennaio 1998
- Messa in onda italiana: 5 maggio 1998

Per ripagare dei danni causati in un luna park, Bart e Homer lavorano gratuitamente come giostrai, diventando amici di Cooder e suo figlio Spud. Involontariamente Homer fa sì che la polizia chiuda la giostra di Cooder, lasciando lui e suo figlio senza una casa. Per scusarsi Homer invita i due a stare a casa loro, nonostante Marge non sia d'accordo.
Il giorno seguente la famiglia Simpson escono per far una visita guidata su una barca "dal fondo trasparente" , grazie ai biglietti donati loro da Cooder, ma al loro ritorno a casa scoprono che il giostraio ha cambiato la serratura ed ha preso possesso della loro abitazione. Per riprendersi casa, Homer sfida Cooder a lanciare un hula hoop sul comignolo del caminetto. Cooder e Spud accettano la sfida ed escono fuori di casa, ma i Simpson entrano di corsa nella loro abitazione e se la riprendono.
- Guest star: Jim Varney (voce di Cooder), Vittorio Sgarbi (voce di Cooder nella versione italiana)
- Frase alla lavagna: assente
- Gag del divano: i Simpson provano a sedersi sul divano, ma Nelson lo sposta all'ultimo momento facendoli cadere per terra.

## La gioia della setta
- Sceneggiatura: Steve O'Donnell
- Regia: Steven Dean Moore
- Messa in onda originale: 8 febbraio 1998
- Messa in onda italiana: 20 aprile 1999

Dopo aver incontrato due reclutatori della setta chiamata i "movimentariani", Homer accetta di passare un fine settimana presso la loro sede per un incontro, dove però gli viene fatto il lavaggio del cervello.
In seguito l'intera Springfield viene plagiata dai movimentariani, i quali promettono un felice futuro sul lontano pianeta "Beatitonia", eccetto Marge, il reverendo Lovejoy, Ned Flanders e Willie, che riescono a far ragionare Bart e Lisa, ma non Homer. Ben presto però le vere intenzioni della setta saranno smascherate e l'intera organizzazione smantellata, permettendo ad Homer e al resto di Springfield di tornare alle proprie vite.
- Guest star: assente
- Frase alla lavagna: Sparare palle di vernice non è una forma d'arte
- Gag del divano: i Simpson sono microscopici e devono aggrapparsi l'uno all'altro per salire sul divano. Alla fine arriva il piccolo aiutante di Babbo Natale che si porta via Homer in bocca.

## Il pulmino per bambini
- Sceneggiatura: David X. Cohen
- Regia: Pete Michels
- Messa in onda originale: 15 febbraio 1998
- Messa in onda italiana: 6 aprile 1999

Mentre è in viaggio per una gita scolastica, il pullman guidato da Otto Disc ha un incidente, a causa dei bambini a bordo, e precipita giù da un ponte. Otto fugge a nuoto con l'intento di trovare aiuto, ma finisce per diventare schiavo su una piattaforma di pescatori cinesi, mentre i bambini riescono a nuotare fino a un isolotto sperduto, dove le uniche provviste che hanno a disposizione sono quelle che hanno portato dal bus. Lisa consiglia di mangiare le provviste con moderazione, dato che potrebbero essere le uniche per un po' di tempo, ma la mattina successiva la borsa frigo viene trovata vuota. Gli indizi portano a credere che a mangiare tutto sia stato Milhouse, e gli unici a credere alla sua innocenza sono Lisa e Bart. I tre ragazzi fuggono dagli altri bambini inferociti, nascondendosi in una grotta, dove viene trovato un cinghiale, vero colpevole della sparizione del cibo.
I ragazzi riescono a uccidere il cinghiale e sfamarsi di esso, tranne Lisa, che preferisce leccare il viscidume sulle rocce di cui si nutriva l'animale, poiché è vegetariana. Nel finale, una voce narrante conclude dicendo che i fanciulli saranno salvati da Boe Szyslak. Intanto Homer avvia la propria attività su internet, ma viene distrutta da Bill Gates.
- Guest star: James Earl Jones (voce narrante)
- Frase alla lavagna: assente
- Gag del divano: i Simpson sono delle rane sedute sopra una ninfea. Homer allunga la lingua per accendere la TV.

## L'ultima tentazione di Krusty
- Sceneggiatura: Donick Cary
- Regia: Mike B. Anderson
- Messa in onda originale: 22 febbraio 1998
- Messa in onda italiana: 19 aprile 1999

Dopo una performance, andata particolarmente male durante uno show di beneficenza, e aver bevuto qualche drink di troppo, Krusty si risveglia davanti a casa di Ned Flanders. 
Il clown viene recuperato da Bart che lo accoglie nella propria stanza. Una volta sveglio, Krusty vede tutto il merchandise e i gadget legati alla propria immagine nella stanza di Bart, e si rende conto di come si sia svenduto, senza mai concentrarsi sulla propria professione. Bart, aiutato da Jay Leno, tenta di rilanciare la carriera di Krusty, ma non riesce, e a quel punto il clown decide di annunciare il proprio ritiro dalle scene. Durante la conferenza stampa, però, Krusty ottiene molti consensi nella veste di comico da cabaret, e decide di rilanciarsi in quella veste. Krusty ottiene nuovamente la popolarità, ma nuovamente finisce per vendere la propria immagine agli sponsor, deludendo i nuovi fans.
- Guest star: Bruce Baum (voce di se stesso), Janeane Garofalo (voce di se stessa), Bobcat Goldthwait (voce di se stesso), Jay Leno (voce di se stesso), Hank Williams Jr. (voce di se stesso) e Steven Wright (voce di se stesso)
- Frase alla lavagna: Il dolore non è un detergente
- Gag del divano: i Simpson hanno il sedere in fiamme e, per spegnere il fuoco, si buttano sul divano riempito d'acqua.

## Imbroglio imbrogliato
- Sceneggiatura: Ron Hague
- Regia: Dominic Polcino
- Messa in onda originale: 1º marzo 1998
- Messa in onda italiana: 29 aprile 1999

Boe riesce a conoscere una ragazza, Renee, che sembra essere interessata a lui. Boe inizia a spendere molto denaro nella relazione, fino a quando non esaurisce il proprio conto.
Per racimolare un po' di soldi, decide di truffare la propria assicurazione, simulando il furto della propria automobile. Boe ottiene la complicità di Homer che però viene arrestato mentre simula il furto dell'auto. Con i soldi dell'assicurazione, invece di pagare la cauzione ad Homer, Boe vorrebbe portare Renee alle Hawaii. Quando però Renee scopre la verità, interrompe la relazione. Intanto Homer, che è riuscito a evadere, si confronta con Boe nel locale, a cui però Boe ha dato fuoco per avere altri soldi dall'assicurazione. I due perdono coscienza a causa del fumo e vengono tratti in salvo da Barney Gumble. Alla fine i due uomini tornano a essere amici ed Homer permette a Boe di gestire temporaneamente il bar all'interno della sua abitazione.
- Guest star: Helen Hunt (Voce di Renee), Veronica Pivetti (voce di Renee nella versione italiana)
- Frase alla lavagna: Le stelle filanti in bomboletta non sono spray nasale
- Gag del divano: i Simpson si siedono sul divano e vengono schiacciati come una macchina dallo sfasciacarrozze.

## Lisa la Simpson
- Sceneggiatura: Ned Goldreyer
- Regia: Susie Dietter
- Messa in onda originale: 8 marzo 1998
- Messa in onda italiana: 21 aprile 1999

Dopo essersi scoperta incapace di risolvere un gioco di intelligenza che tutti i compagni di classe hanno risolto, e avere in più occasioni dimenticato alcuni compiti, Lisa inizia ad avere il sospetto di diventare progressivamente meno intelligente. Abe parla alla nipote del "gene Simpson" che fa diventare gli appartenenti della famiglia progressivamente più stupidi con la crescita.
Rassegnata a diventare stupida come Bart o Homer, Lisa decide di dire addio al proprio intelletto, affidandosi al notiziario. Commosso Homer, invita tutti i membri della famiglia per dimostrare che non tutti i Simpson sono stupidi. Dopo aver fatto parlare alcuni parenti, anche Homer si rassegna alla teoria del "gene Simpson". Tuttavia quando Marge chiede di far parlare alcune donne Simpson, scopre che in realtà il gene colpisce soltanto gli uomini della famiglia e si rassicura. Contemporaneamente Apu trasforma il Jet-Market in un baraccone dopo che l'ibernazione di Jasper Beardley in un freezer ha portato numerosi visitatori al negozio.
- Guest star: assente
- Frase alla lavagna: assente
- Gag del divano: da una strana pianta verde del soggiorno spuntano i Simpson con le forme di frutta e verdura.

## Il Winchesterino
- Sceneggiatura: Dan Greaney
- Regia: Neil Affleck
- Messa in onda originale: 22 marzo 1998
- Messa in onda italiana: 14 aprile 1999

Marge si accorge che Ralph non ha alcun amico e costringe Bart a giocare con lui.
Inizialmente seccato, Bart trova interesse nell'amicizia con Ralph quando scopre che il padre è in possesso di una chiave universale, con la quale può avere accesso in ogni edificio. In piena notte, Bart e Ralph esplorano vari luoghi per giocare, fino a quando non entrano in una vecchia prigione abbandonata. Una volta all'interno, Bart trova la sedia elettrica e prova ad attivarla per vedere se funziona ancora. Il giorno seguente il sindaco Quimby, in diretta televisiva in occasione della riapertura del carcere, sale sulla sedia elettrica per mostrarne ai cittadini il funzionamento simulando un'esecuzione (inconsapevole che essa è stata rimessa in funzione dai due ragazzini) e chiede ai suoi assistenti di non intervenire, anche se le sue sofferenze fossero sembrate realistiche. Per fermare la dimostrazione, Bart e Lisa inviano un razzo giocattolo con un messaggio alla prigione, ma finisce nella centrale nucleare di Montgomery Burns. Quest'ultimo stacca la corrente alla centrale, semplicemente perché si è reso conto di aver fornito il servizio gratis, salvando così la vita al sindaco.
- Guest star: assente
- Frase alla lavagna: Non mi è stato detto di fare questo
- Gag del divano: Bart fa un disegno sopra il divano della sua famiglia e alla fine si firma "El Barto".

## Marinaio Homer
- Sceneggiatura: Joshua Sternin e Jeffrey Ventimilia
- Regia: Milton Gray
- Messa in onda originale: 29 marzo 1998
- Messa in onda italiana: 13 aprile 1999

Dopo aver quasi causato una fusione nucleare, Homer viene licenziato dalla centrale, ed entra nella marina militare insieme a Barney, Boe e Apu. Contemporaneamente Bart si fa bucare l'orecchio sinistro per un orecchino al fine di assomigliare a Milhouse. Homer però disapprova il gesto e sgrida Bart, che così gli consegna l'orecchino.
A bordo del sottomarino sul quale è stato assegnato, Homer accidentalmente espelle il capitano Tenile, il quale gli aveva affidato il comando del mezzo. Dopo aver condotto l'imbarcazione in acque sovietiche, Homer viene considerato un traditore dai media e il suo sottomarino viene bersagliato dagli altri mezzi. In seguito al bombardamento si crea una falla che Homer riesce a tappare con l'orecchino di Bart e riportare il sottomarino in superficie. Congedato con disonore, Homer riesce a evitare altri problemi dato che i giudici che avrebbero dovuto giudicarlo sono implicati in numerosi altri scandali.
- Guest star: Rod Steiger (voce di Capitan Tenille), Bob Denver (voce di se stesso), Michael Carrington (voce dell'istruttore della Marina)
- Frase alla lavagna: Le mie chiappe non sono degne di un sito internet
- Gag del divano: la scena è un omaggio a The Rocky and Bullwinkle Show, in cui si vede la sagoma di una montagna che all'improvviso si spacca con sopra il televisore e la famiglia Simpson. Subito dopo l'immagine è su un prato con il sole, sbocciano dei fiori e, davanti a questi, escono i vari membri della famiglia Simpson. Alla fine Bart sputa dalla bocca una margherita attaccata a una zolla di terra.
- Peculiarità: Homer viene licenziato dalla centrale nucleare, ma, contrariamente ad altri episodi in cui era accaduta la stessa cosa, nel finale di questo episodio non viene mostrata nessuna circostanza che lo porta ad essere riassunto. Il licenziamento viene semplicemente "dimenticato" negli episodi successivi (al pari dei vari episodi in cui Abraham afferma di avere un solo figlio, "dimenticando" il personaggio minore Herb Powell).

## Guai da un trilione di dollari
- Sceneggiatura: Ian Maxtone-Graham
- Regia: Swinton Scott
- Messa in onda originale: 5 aprile 1998
- Messa in onda italiana: 12 aprile 1999

Per riuscire a consegnare in tempo la dichiarazione dei redditi, Homer compila il modulo con sciocchezze e bugie, ma viene arrestato per frode. L'FBI però concede ad Homer una chance, se riesce a rientrare in possesso di una banconota da un trilione di dollari che si trova nelle mani di Burns.
Fingendosi un giornalista, Homer riesce a introdursi in casa di Burns, che incautamente gli mostra la banconota, e viene immediatamente arrestato dagli agenti dell'FBI. Tuttavia, pentito del suo gesto, Homer aiutato da Smithers aiuta Burns a fuggire a bordo di un aeroplano, e i tre atterrano a Cuba, dove vengono derubati della banconota da Fidel Castro. I tre ritornano negli Stati Uniti su una zattera, e Burns per salvarsi dalla giustizia decide di corrompere i giudici.
- Guest star: assente
- Frase alla lavagna: Non esigerò di essere pagato quanto valgo
- Gag del divano: i Simpson arrivano nel divano che è stato trasformato in sauna. Sono però già presenti tre uomini e i Simpson se ne vanno.

## TG Ragazzi
- Sceneggiatura: Larry Doyle
- Regia: Mark Kirkland
- Messa in onda originale: 19 aprile 1998
- Messa in onda italiana: 8 aprile 1999

Bart porta il suo skate a scuola, ma usandolo durante la ricreazione, fa infuriare Willie, che glielo sequestra.
Bart per vendetta introduce nella baracca del bidello della crema di mais attraverso il camino. L'incredibile quantità di crema di mais fa scoppiare la casa di Willie, che si ritrova improvvisamente a essere un senzatetto; con questo il giardiniere giura vendetta a Bart. Intanto Lisa diventa la conduttrice di un telegiornale dedicato ai bambini, all'interno dello show di Krusty il clown. Inizialmente Bart si occupa delle notizie sportive, ma per via del suo successo viene promosso a co-conduttore. Bart inizia a produrre una serie di servizi su dei casi umani che, facendo leva sul sentimentalismo della gente, diventano molto popolari, rendendo Lisa molto gelosa del fratello. Per mettere il fratello alle strette, Lisa cerca prima di imitarlo, poi gli invia una lettera finta in cui gli dice di essere un immigrato che ha perso la propria casa. Andato sul posto per intervistarlo, Bart si trova faccia a faccia con il giardiniere Willie, che aggredisce Bart. A salvarlo interviene Lisa, che commuove il giardiniere con le stesse tecniche imparate da Bart durante i suoi servizi.
- Guest star: assente
- Frase alla lavagna: assente
- Gag del divano: mentre i Simpson si siedono sul divano, una mano reale arriva, fa ruotare il disegno e lo rende un esempio di spin art.

## Spazzatura fra i titani
- Sceneggiatura: Ian Maxtone-Graham
- Regia: Jim Reardon
- Messa in onda originale: 26 aprile 1998
- Messa in onda italiana: 22 aprile 1999

A causa di un litigio di Homer con gli uomini della nettezza urbana, la spazzatura non viene più ritirata da casa Simpson. Dopo che davanti alla sua casa si è creata una montagna di rifiuti, Homer decide di protestare direttamente con il commissario ai rifiuti di Springfield Ray Patterson, finendo per litigare anche con lui. Alla fine Homer decide di candidarsi egli stesso nuovo commissario e vincere le elezioni grazie a una serie di promesse fatte alla cittadinanza. Inizialmente le cose vanno per il verso giusto, ma dopo poco le promesse di Homer si rivelano oltre le possibilità economiche a disposizione della città, e gli spazzini entrano in sciopero. Per recuperare denaro Homer stringe un accordo con le città vicine per rendere disponibili le miniere di Springfield alla spazzatura altrui. In breve tempo però la spazzatura comincia a "esplodere" in superficie, e l'intera città di Springfield è costretta a spostarsi letteralmente alcune miglia più lontano, lasciando dietro di sé montagne di rifiuti.
- Guest star: Steve Martin (voce di Ray Patterson), U2 (voce di se stessi), Paul McGuinness (voce di se stesso)
- Frase alla lavagna: assente
- Gag del divano: la famiglia Simpson, eccetto Bart, entrano nel soggiorno trasformato in classe dove trovano Bart che scrive alla lavagna Non metterò becco nei titoli di testa.

## Il re delle montagne
- Sceneggiatura: John Swartzwelder
- Regia: Steven Dean Moore
- Messa in onda originale: 3 maggio 1998
- Messa in onda italiana: 16 aprile 1999

Per riuscire a riconquistare la stima di Bart dopo aver miseramente fallito in una gara padre-figlio, Homer si iscrive in palestra ottenendo notevoli risultati, grazie anche a una barretta energetica a base di mele, la "Powersauce". Impressionati dalla costanza di Homer, due rappresentanti del prodotto lo convincono a partecipare alla scalata della Murderhorn Mountain, la più alta montagna di Springfield, come promozione del "Powersauce". Per assicurarsi la riuscita dell'impresa, Homer viene affiancato da due sherpa, ma quando l'uomo si rende conto che gli sherpa lo fanno avanzare durante il sonno, li licenzia per ottenere il risultato da solo. Sentendo che non può riuscire a salire più di tanto, Homer piazza la bandierina nel punto in cui è arrivato, il che crea una spaccatura che fa crollare il resto della montagna, rendendo il punto in cui si trova davvero il picco più alto di Murderhorn Mountain.
- Guest star: Brendan Fraser (voce di Brad), Steven Weber (voce di Neil)
- Frase alla lavagna: assente
- Gag del divano: i Simpson si siedono sul divano, ma subito dopo scoprono di essere dentro una sfera di vetro che simula la nevicata.

## Abbiamo smarrito la nostra Lisa
- Sceneggiatura: Brian Scully
- Regia: Pete Michaels
- Messa in onda originale: 10 maggio 1998
- Messa in onda italiana: 9 aprile 1999

Per portare Bart al pronto soccorso, Marge non può accompagnare Lisa a vedere una mostra al museo di Springfield, nell'ultimo giorno di esibizione. Pur di non perdere la mostra, Lisa riesce a convincere Homer a darle il permesso di prendere l'autobus, ma sbaglia pullman e si perde. Homer intanto realizza lo sbaglio che ha fatto e va a cercare Lisa. Dopo diverse peripezie, Homer rintraccia la figlia, ma troppo tardi per la mostra. Ciò nonostante Homer e Lisa si introducono nel museo in piena notte, dove scoprono che uno degli antichi reperti in esposizione, è in realtà un carillon.
- Guest star: assente
- Frase alla lavagna: Io non sono il nuovo Dalai Lama
- Gag del divano: i Simpson provano a sedersi sul divano, ma Nelson lo sposta all'ultimo momento facendoli cadere per terra.

## Amore rischioso, pathos focoso
- Sceneggiatura: Matt Selman
- Regia: Klay Hall
- Messa in onda originale: 17 maggio 1998
- Messa in onda italiana: 5 maggio 1999

Homer e Marge, nel tentativo di restituire passione alla propria vita sessuale, scoprono di sentirsi particolarmente eccitati soltanto quando fanno l'amore in luoghi in cui potrebbero essere scoperti da qualcuno. Un giorno in cui però la coppia si apparta all'interno del mulino del minigolf, le cose precipitano, quando tutti i clienti si incuriosiscono ai rumori provenienti dall'interno del mulino. Homer e Marge riescono a uscire senza essere visti dal minigolf, ma alla fine finiscono al centro del campo di uno stadio nel bel mezzo di una partita, con il risultato di essere immortalati anche sui giornali del giorno seguente. Nel frattempo, Bart e Lisa riportano alla luce un finale alternativo del film Casablanca.
- Guest star: assente
- Frase alla lavagna: Non si sono ispirati a me per "Kramer"
- Gag del divano: i Simpson sono delle rane sedute sopra a una ninfea. Homer allunga la lingua per accendere la TV.